# Lophiidae
Los lófidos (Lophiidae) son una familia de peces lofiformes. Sus especies se distribuyen por todos los océanos del planeta, incluido el mar Mediterráneo. Su nombre procede del griego lophos, que significa "cresta". Aparecen por primera vez en el registro fósil en el Eoceno medio, durante el Terciario inferior.

## Anatomía
La característica más llamativa es la cabeza, extremadamente grande, ancha y aplastada -excepto Sladenia con una cabeza redondeada-; tienen dientes bien desarrollados, con la mandíbula inferior y los lados de la cabeza flanqueados por pequeños alerones o lengüetas; la longitud máxima descrita es de 1,2 m.
Sobre la boca llevan una estructura movible en forma de caña de pescar, que ondean como una bandera simulando una pequeña presa.

## Biología
Están bien camuflados posados sobre el fondo marino, donde se entierran parcialmente, esperando pacientemente mientras ondean el señuelo sobre su boca, lo que atrae a peces pequeños que caen en sus fauces extensibles cuando intentan comerse este apéndice.

## Especies
Hay 26 especies válidas, pertenecientes a 4 géneros:
- Género Lophiodes
  - Lophiodes abdituspinus (Ni, Wu y Li, 1990)
  - Lophiodes beroe (Caruso, 1981)
  - Lophiodes bruchius (Caruso, 1981)
  - Lophiodes caulinaris (Garman, 1899) - Rape de rabo manchado o Bocón de cola manchada.
  - Lophiodes endoi (Ho y Shao, 2008)
  - Lophiodes fimbriatus (Saruwatari y Mochizuki, 1985)
  - Lophiodes gracilimanus (Alcock, 1899)
  - Lophiodes infrabrunneus (Smith y Radcliffe, 1912)
  - Lophiodes insidiator (Regan, 1921)
  - Lophiodes kempi (Norman, 1935) - Rape africano.
  - Lophiodes miacanthus (Gilbert, 1905)
  - Lophiodes monodi (Le Danois, 1971)
  - Lophiodes mutilus (Alcock, 1894) - Rape liso.
  - Lophiodes naresi (Günther, 1880)
  - Lophiodes reticulatus (Caruso y Suttkus, 1979) - Rape chato o Rape hocicón.
  - Lophiodes spilurus (Garman, 1899) - Rape de rabo delgado, Rape de hebra, Bocón barbudo o Rape barbudo.
- Género Lophiomus
  - Lophiomus setigerus (Vahl, 1797) - Rape de boca negra.
- Género Lophius
  - Lophius americanus (Valenciennes, 1837) - Rape americano.
  - Lophius budegassa (Spinola, 1807) - Rape negro o Rape rojizo.
  - Lophius gastrophysus (Miranda Ribeiro, 1915) - Rape pescador.
  - Lophius litulon (Jordan, 1902)
  - Lophius piscatorius (Linnaeus, 1758) - Rape común o Rape blanco.
  - Lophius vaillanti (Regan, 1903) - Rape africano.
  - Lophius vomerinus (Valenciennes, 1837) - Rape diablo.
- Género Sladenia
  - Sladenia remiger (Smith y Radcliffe, 1912)
  - Sladenia shaefersi (Caruso y Bullis, 1976)

## Imágenes

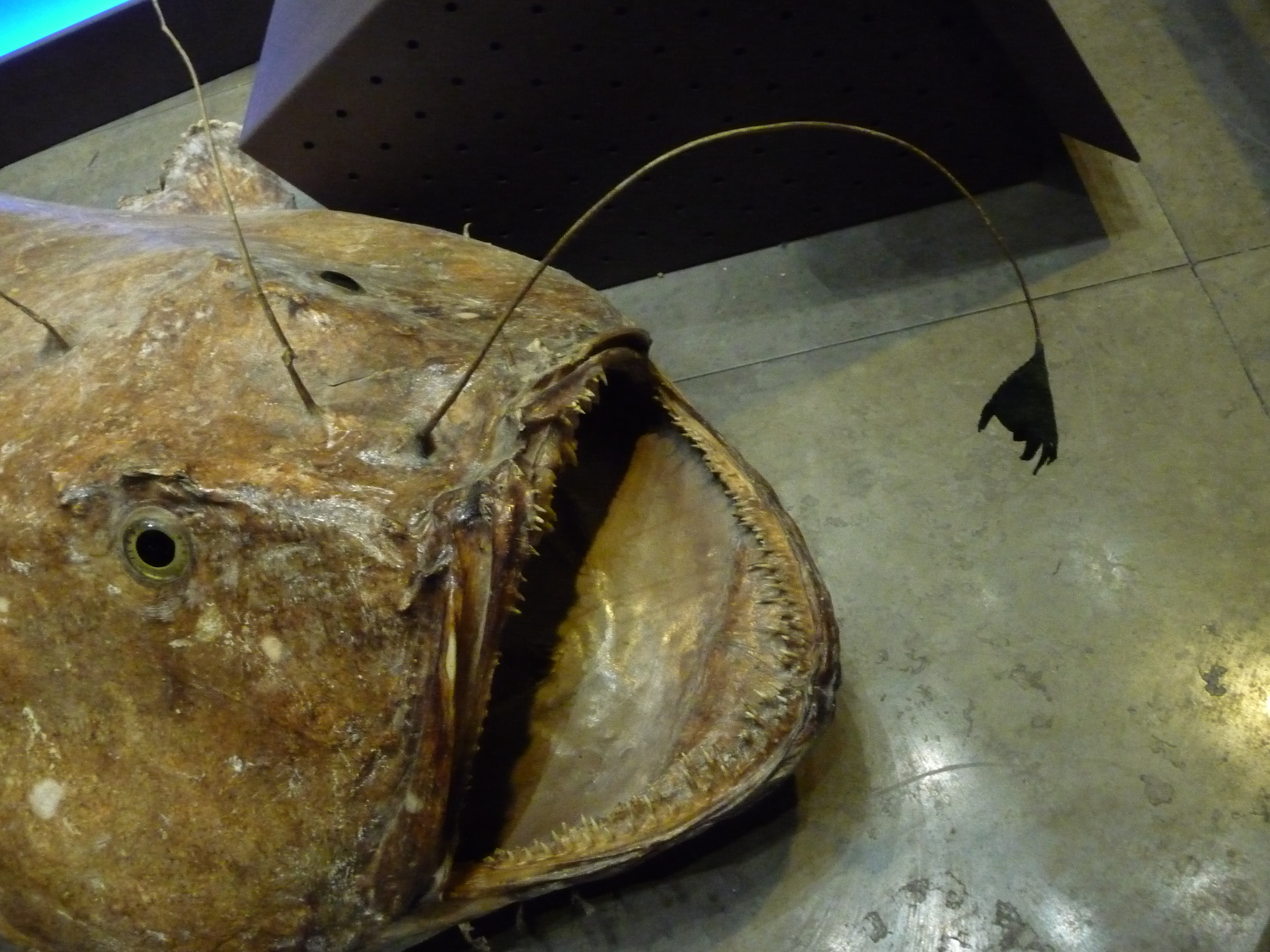
Caña de pescar.
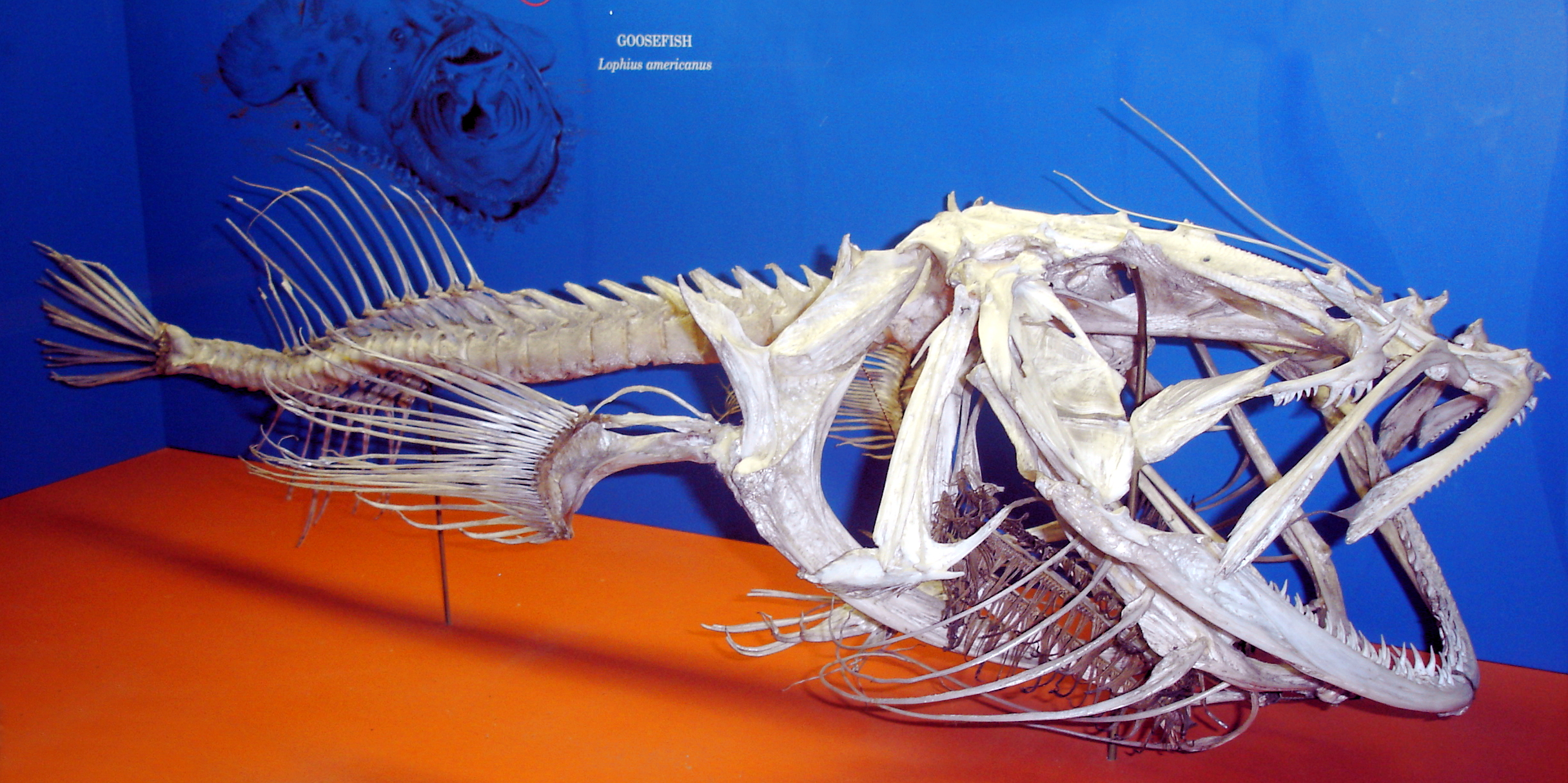
Mandíbulas protusibles.
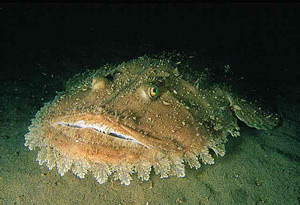
Mimetismo con el fondo.
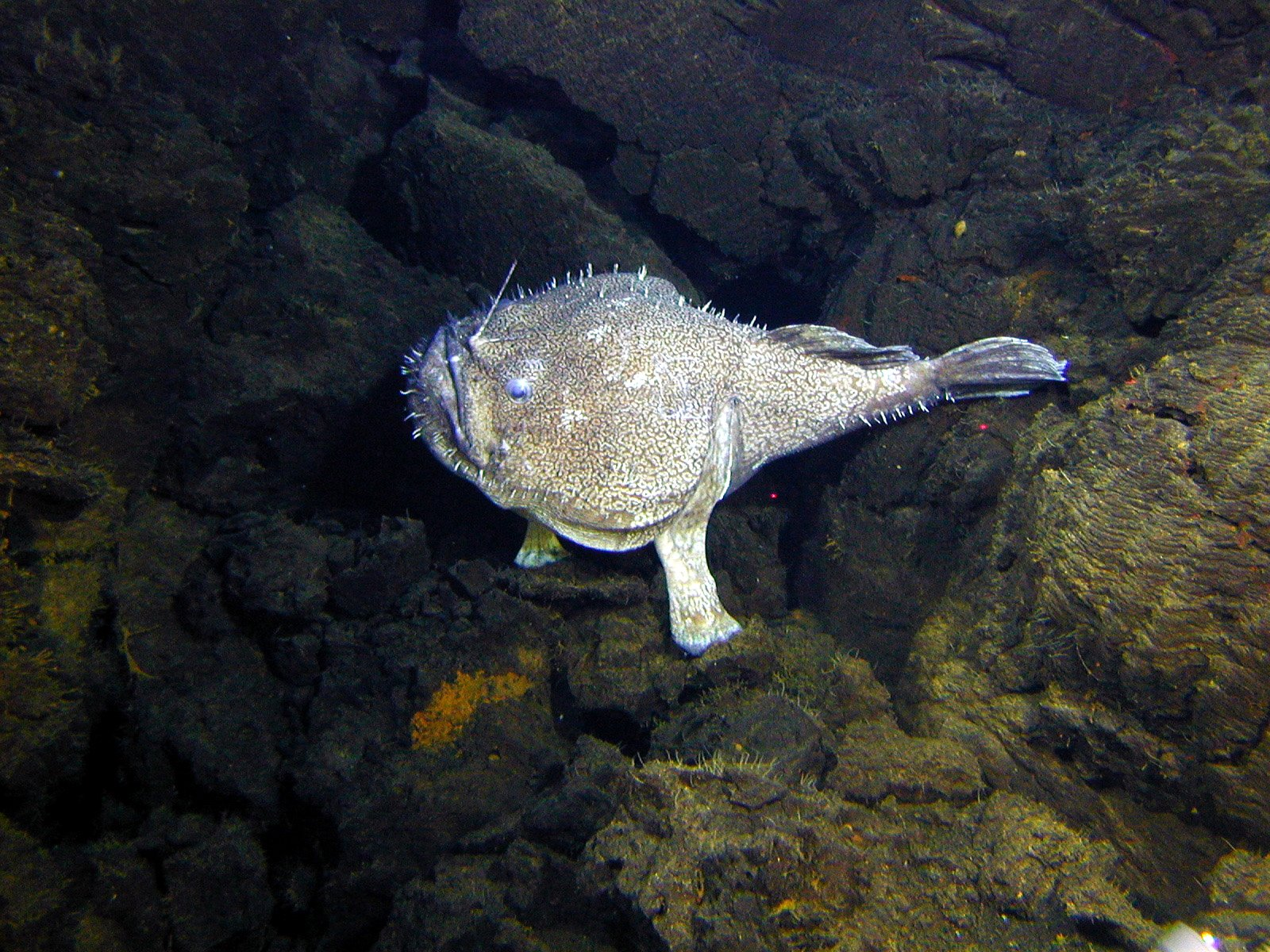
Uso de las aletas pectorales.